# Alexis Rolín
Alexis Rolín, vollständiger Name Germán Alexis Rolín Fernández, (* 7. Februar 1989 in Piedras Blancas, Montevideo) ist ein uruguayischer Fußballspieler.

## Karriere

### Verein
Den 1,86 m großen, Rolo genannten, multifunktional auf allen Defensivpositionen einsetzbaren Abwehrspieler Alexis Rolín zeichnet insbesondere seine Schnelligkeit und seine Beidfüßigkeit aus. Im Barrio Piedras Blancas als zweiter Sohn des Jugendfußballtrainers Germán und der Köchin Angélica geboren und aufgewachsen, spielte er, seit er fünf Jahre alt war, bei Danubio Fußball. Im Alter von zehn Jahren wechselte er dann zu Nacional Montevideo. Bei diesem Verein, dem er seit jeher auch als Fan verbunden ist, durchlief er alle Jugendmannschaften und begann dort später seine Profi-Karriere. Obwohl schon zuvor während mehrerer Saisonvorbereitungen zum Kader der ersten Mannschaft gehörend, debütierte der gläubige afro-uruguayische Christ Rolín jedoch in der Primera División erst in der Saison 2010/11. Rolín kam dort unter dem seinerzeitigen Trainer Juan Ramón Carrasco, der nach eigener Aussage die Allrounder-Fähigkeiten Rolíns schätzte, im sogenannten Clasico, dem Duell der beiden uruguayischen Fußballgiganten Nacional und Peñarol am 8. Mai 2011 erstmals zum Einsatz. Er stand als linker Außenverteidiger direkt in der Startformation und lieferte ein beeindruckendes erstes Pflichtspiel ab. Fortan etablierte sich Rolín, der seit der gemeinsamen Jugendzeit bei Nacional eine enge Freundschaft zu Sebastián Coates pflegt, in Reihen Nacionals. Bei den Bolsos gewann er nicht nur das Torneo Clausura 2011, sondern konnte mit seinen Mitspielern auch die Copa Bimbo 2011 und die Uruguayische Meisterschaft 2010/11 zu Gunsten des Vereins entscheiden. Sodann absolvierte Rolín in der anschließenden Spielzeit 2011/12 insgesamt 31 Erstliga-Partien für Nacional, in denen er jeweils auch in der Startaufstellung stand. Dabei erzielte er insgesamt drei Tore. Sein Team wiederholte den Gewinn des Landesmeistertitels aus der Vorsaison. Zudem stand er in fünf Begegnungen der Copa Libertadores auf dem Platz. Hinzu kamen drei Spiele in der Copa Sudamericana (1 Tor). Im August 2012 unterschrieb Rolín einen Vierjahresvertrag beim italienischen Erstligisten Catania Calcio. Das Transfervolumen taxierte die uruguayische Presse auf 4,5 Millionen US-Dollar. In der Spielzeit 2012/13 absolvierte er dort elf Partien der Serie A und rangierte mit seinem Verein am Saisonende auf dem achten Tabellenplatz. In der Saison 2013/14 kam er 25-mal (kein Tor) zum Einsatz. Es folgten vier weitere Einsätze (kein Tor) in der Serie B in der Spielzeit 2014/15. Mitte Januar 2015 wurde er nach Argentinien zu den Boca Juniors ausgeliehen. Dort wurde er in 13 Ligaspielen (kein Tor), einer Partie (kein Tor) des nationalen Pokals sowie in einer Begegnung der Copa Libertadores 2016 eingesetzt. 2015 gewann er mit der Mannschaft sowohl die Meisterschaft als auch den Pokalwettbewerb Copa Argentina. Ab Juli 2016 folgte eine Leihstation beim Club Olimpia. Bei den Paraguayos kam er in 13 Ligaspielen zum Einsatz. Einen Treffer erzielte er nicht. Die Ausleihe, die eigentlich noch bis Juli 2017 befristet war, wurde im Januar 2017 vorzeitig beendet. Rolín kehrte zu Nacional Montevideo zurück. Seither (Stand: 9. Februar 2017) absolvierte er für die „Bolsos“ in der laufenden Saison 2017 noch kein Erstligaspiel.

### Nationalmannschaft
Unter Trainer Diego Aguirre zählte Rolín auch zum Kader der U-20-Auswahl Uruguays und debütierte dort im Rahmen der Copa Tarek Saab am 22. Oktober 2008 in der Partie gegen Kolumbien. Insgesamt lief er dreimal für die U-20 Uruguays auf. Rolíns Name war sodann zunächst Bestandteil einer am 14. Februar 2012 seitens des Nationaltrainers Óscar Tabárez bekanntgegebenen provisorischen Vorauswahl-Liste, aus der die Nominierten für das uruguayische Team beim olympischen Fußballturnier der Olympischen Spiele 2012 rekrutiert werden sollten. Er feierte sein Debüt in der Olympiaauswahl am 25. April 2012 im Spiel gegen Ägypten. Schließlich gehörte er beim olympischen Fußballturnier dem uruguayischen Aufgebot an. Sechs Länderspiele stehen insgesamt für Rolín in der Olympia-Nationalmannschaft zu Buche.

### Erfolge
- 2× Uruguayischer Meister: 2010/11, 2011/12
- Gewinn der Copa Bimbo 2011
- Argentinischer Meister: 2015
- Copa Argentina: 2015